# 高畠式部
高畠 式部（たかばたけ しきぶ、天明5年（1785年） - 明治14年（1881年）5月28日）は、日本の幕末期から明治初期にかけての歌人。本名は刀美。式部は雅号である。
伊勢国松坂の商家に生まれる。
香川景樹から桂園流の歌を学び、景樹の歿後は千種有功に師事。和歌以外に書画、彫刻、琵琶、笙、茶道等も学んだ。
歌集に、『麦の舎集』、『式部蓮月二女和歌集』などがある。
墓は、京都市東山区円山町626の時宗寺院、黄台山長楽寺にある。